# زنده ماندن از شر
زنده ماندن از شر (به انگلیسی: Surviving Evil) یا جزیره شیطان (به انگلیسی: Evil Island) فیلمی محصول سال ۲۰۰۹ و به کارگردانی ترنس داو است. در این فیلم بازیگرانی همچون بیلی زین، کریستینا کول و ناتالی مندوزا ایفای نقش کرده‌اند.